# Лејк Ароухед (Мејн)
Лејк Ароухед (енгл. Lake Arrowhead) насељено је место без административног статуса у америчкој савезној држави Мејн.

## Демографија
По попису из 2010. године број становника је 3.071, што је 807 (35,6%) становника више него 2000. године.
| Група             | 2000.         | 2010.         |
| Белци             | 2.213 (97,7%) | 2.964 (96,5%) |
| Афроамериканци    | 1 (0,0%)      | 15 (0,5%)     |
| Азијати           | 2 (0,1%)      | 11 (0,4%)     |
| Хиспаноамериканци | 23 (1,0%)     | 39 (1,3%)     |
| Укупно            | 2.264         | 3.071         |